# Krisnadás Kavirash
Krisnadás Kavirash Gosuami (Jhamatpur, 1496-Vrindavan, 1 de noviembre de 1588) fue un religioso y escritor indio, autor del Chaitania-charitámrita, la hagiografía más importante de la vida del místico bengalí Chaitania (1486-1533), a quien sus seguidores consideraban una encarnación de Radha y Krisná combinados.

## Nombre sánscrito
- kṛṣṇadāsakavirājagosvāmin, en el sistema AITS (alfabeto internacional para la transliteración del sánscrito).[3]
- कृष्णदासकविराजगोस्वामिन्, en escritura devanagari del sánscrito.[3]
- Pronunciación:
  - /krishná dasá kaví rashá gosuámin/ en sánscrito[3] o bien
  - /kríshno dás kovirásh goshuámi/ en varios idiomas modernos de la India (como el bengalí, el hindí, el maratí o el palí).
- Etimología:[3]
  - kṛṣṇá-dāsa: ‘sirviente de [el dios] Krisná’.
  - kaví-rāja: ‘el rey de los poetas’, apellido de cualquier miembro del gremio de los médicos.
  - gó-svāmī: ‘dueño de vacas’; metafóricamente: ‘amo de sus sentidos’, sanniasi (monje renunciante).

## Primeros años
Existe escasa información sobre la vida de Krisná Das. Nació en una familia de médicos en la aldea de Jhamatpur, 5 km al suroeste de la localidad de Salar, que se encuentra en el distrito de Bardhaman a 65 km al noroeste de Návaduip, que en esa época era la capital del país de Gauda (actual Bengala). Su padre se llamaba Bhagiratha, y su madre se llamaba Sunanda. Tenía un hermano menor llamado Shiamananda Das. Sus padres murieron cuando él era joven, por lo que él y su hermano fueron criados por parientes.
Posiblemente se casó, tuvo familia y trabajó como médico aiurvédico en su pueblo, ya que todavía en la actualidad, en algunos lugares de la India, los varones deben heredar la ocupación de su padre.
Instaló en su casa una deidad de Gaura-Nitiananda, que aún se adora en Jhamatpur.

## Intransigencia religiosa
En su Chaitania-charitamrita, Sri Krisnadás Kavirash Gosuami relata que en una ocasión su hermano discutió con un prominente devoto vaisnava (krisnaísta) llamado Mina Kétana Rama Das acerca de la divinidad de Nitia Ananda (el compañero de por vida de Chaitania), y en un momento de la discusión restó importancia a la posición de Nitiananda. Krisná Das consideró que esto era una ofensa imperdonable y rechazó para siempre a su hermano, y nunca más lo vio.
En el mismo texto, Krisnadás afirma que esa misma noche en que defendió a Nitiananda, soñó con él, que le dio la instrucción directa de que abandonara Bengala y viajara a Vrindavan ―140 km al sur de Delhi―, donde Krisnadás se acercó al santo Raghunatha Das Goswami (1494-1586) ―apenas dos años mayor que él― que había sido uno de los seguidores directos de Chaitania. Pocos meses después tomó iniciación de él.

## Obras de Krisnadás Kavirash
Krisnadás Kavirash escribió tres obras:
1) El Chaitania-charita-amrita (en bengalí): la hagiografía definitiva de Chaitania.

2) El Sri-govinda-lila-amrita (en bengalí): obra que explica los pasatiempos diarios de Krisná y las gopis en Vrindavan.

3) El Saranga-rangada-kangada-tika: un comentario acerca del Krisná-karnamrita de Bilvamángala Thákur

4) Jaya Radha Giri Vara Dhari: breves oraciones en sánscrito.

### El «Chaitania-charitamrita»
Muchos años más tarde, los devotos de Vrindávana que nunca habían conocido a Chaitania y que estaban ansiosos por conocer algún detalle de su vida, le pedían a Krisnadás ―que había llegado a una edad muy avanzada y ya tenía problemas de salud― que escribiera una obra biográfica. Entonces Krisnadás comenzó a trabajar en su magnum opus, el Chaitania-charita-amrita

Ahora me he vuelto demasiado viejo y perturbado por invalidez. Mientras escribía, mis manos tiemblan. No puedo recordar nada, ni puedo ver ni escuchar con claridad. Todavía escribo, y esta es una gran maravilla.
Krisnadás Kavirash Gosuami

En la composición del texto, Krisnadás utilizó los diarios íntimos de Murari Gupta y de Suarup Dámodar, que habían sido asociados íntimos de Chaitania. Krisnadás también recordaba gran cantidad de información que le había contado su gurú, Raghunatha Das, que había servido a Suarup Dámodar cuando este era el secretario personal de Chaitania.
Terminó de componer el texto (en verso) en 1582, a los 86 años de edad.
Debido a la cantidad de detalles sobre la vida de Chaitania y sus enseñanzas, el Chaitania-charitamrita se convirtió en la biografía definitiva de Chaitania Mahaprabhu.

## Identidad mística
Según el Goura-ganodesha-dípika (de Kavi Karnapura) ―que identifica a cada seguidor directo de Chaitania con cada una de las gopis y mañyaris de Radha-Krisná―, Krisnadás Kavirash era la encarnación de una niña mañyari sirvienta de Radharani llamada Kasturi Mañyari.

## Fallecimiento
Falleció en Vrindavan en el asvin sukla trayodasi del año 1510 en el calendario shaka (1588 d. C.). a los 92 años de edad.
Su samadhi (tumba) se encuentra a orillas del estanque Radha-kunda.